# فرضية القرد المائي
فرضية القرد المائي، والتي يشار إليها مؤخراً بنموذج المجرى المائي هي فكرة أن بعض أسلاف البشر المعاصرين كانوا أكثر مائيًا من القردة العليا الأخرى وحتى العديد من البشر المعاصرين، وعلى هذا النحو، كانوا من الخواضين والسباحين والغواصين. تم اقتراح الفرضية في شكلها الحالي من قِبل عالِم الأحياء البحرية أليستر هاردي في عام 1960، الذي جادل بأن التنافس على الموارد الأرضية مع الأجناس الأخرى، أجبر فرعًا من القرود على للبحث عن طعام على شاطيء البحار أو في قاعها مثل المحار مما أدى إلى تكيفات التي تفسر بعض الخصائص البشرية مهمة مثل تساقط الشعرعن الجسم والتحرك على قدمين.
قامت إلين مورغان بتطوير الفكرة التي أضافت العنصر النسوي كتصور يعارض الصورة الذكورية لـ «الصياد العظيم» الذي يتم تقديمه في أعمال أنثروبولوجية شعبية قام بها ريموند دارت وآخرون. على الرغم من أن كتابها الذي صدر عام 1972 بعنوان «نزول المرأة» كان يحظى بشعبية كبيرة لدى الجمهور، إلا أنه لم يجتذب اهتمامًا كبيرًا من العلماء، واشتكى الذين علقوا بالتعليقات من عدم وجود طريقة لاختبار الفرضيات حول أجزاء الجسم الناعمة والعادات الإنسانية في الماضي البعيد.
قام مورجان بإزالة المحتوى النسوي في العديد من الكتب اللاحقة ونوقشت أفكارها في مؤتمر عام 1987 المكرس لهذه الفكرة. احتوى كتابها الصادر عام 1990 بعنوان «ندوب التطور» بعض المراجعات الإيجابية، لكن أطروحتها تعرضت لانتقادات شديدة من عالم الأنثروبولوجيا جون لانغدون في عام 1997، الذي وصفها بأنها «فرضية شاملة» وجادلت بأن الفرضية ليست أكثر بروزًا من مجرد رفضها. الفرضية.

## ردات الفعل
تبقى الفرضية مثيرة للجدل إلى حد كبير وهي أكثر شيوعًا بشكل عام لدى عامة الناس أكثر منها لدى العلماء. على الرغم من أن معظم الأوساط الأكاديمية السائدة تجاهلت الاقتراح الأولي أو سخرت منه، فقد أجرت مجموعة صغيرة من الأكاديميين خلال الخمسة عشر عامًا الماضية بحثًا جزئيًا على الأقل حول الموضوع. نشر العلماء الداعمون للفكرة بحثًا يشير إلى أنه في مرحلة ما خلال الخمسة ملايين سنة الماضية، أصبح البشر يعتمدون على الأحماض الدهنية الأساسية واليود، والتي توجد بكثرة في الموارد البحرية وهي عناصر غذائية ضرورية لنمو للدماغ البشري. وقد قوبلت بشك كبير.

## نقد الفرضية
في عام 1997، نظر عالم الأنثروبولوجيا جون لانجدون في كتاب عن النظرية تحت عنوان «فرضية المظلة» وجادل بأن صعوبة دحض مثل هذا الشيء تعني أنه على الرغم من أن الفكرة ظاهريا لها تفسيرًا بارزًا، إلا أنها في الواقع لم تعد تفسير قوي من فرضية فارغة أن التطور البشري لا يسترشد بشكل خاص بالتفاعل مع المسطحات المائية. جادل لانغدون أنه مهما كانت الفكرة شعبية لدى الجمهور، فإن الطبيعة «الشاملة» للفكرة تعني أنه لا يمكن أن يكون بمثابة فرضية علمية مناسبة. اعترض لانغدون أيضًا على معارضة مورغان الشاملة «لفرضية السافانا» والتي اعتبرها «الانضباط الجماعي لعلم الإنسان القديم». ولاحظ أن بعض علماء الأنثروبولوجيا اعتبروا الفكرة لا تستحق عناء دحضها. بالإضافة إلى ذلك، فإن الدلائل التي استشهد بها مؤيدو النظرية تتعلق في الغالب بالتطورات في تشريح الأنسجة اللينة وعلم وظائف الأعضاء، في حين نادراً ما تكهن علماء أنثروبولوجيا الحفريات بالتطور التطوري للتشريح خارج نطاق الجهاز العضلي الهيكلي وحجم الدماغ كما ظهر في الحفريات. بعد وصف موجز للقضايا الواردة في 26 عنوانًا مختلفًا، أصدر نقدًا موجزًا لها بأحكام سلبية بشكل أساسي. كان استنتاجه الرئيسي هو أنه من غير المرجح أن يتم دحض التظرية على أساس التشريح المقارن، وأن مجموعة البيانات التي يمكن أن تدحضها هي السجل الأحفوري.
كتب عالم الأنثروبولوجيا جون دي. هوكس أنه من العدل تصنيف النظرية على أنها علم زائف بسبب العوامل الاجتماعية التي تنوه بها، خاصة الطبيعة التي تقودها الشخصية للفرضية والنهج غير العلمي المتبع. وصف عالم الأنثروبولوجيا الفيزيائي يوجين سكوت فرضية القرد المائي بأنها مثال على «الأنثروبولوجيا التافه» المشابهة لأفكار علم الحياة الزائفة الأخرى في الأنثروبولوجيا مثل تهجين البشر والإنسان وتهجين بيج فوت.

## البحوث الأكاديمية والمستقلة المعنية بالموضوع
على الرغم من أن رد الفعل العام على مقترحات أليستر هاردي وإلين مورجان تجسد بصمت المجتمع الأكاديمي المعني، كان هناك بعض الأكاديميين الذين استلهموا من مقترحات فرضية القرد المائي على مدى العقود الماضية، وصولًا إلى متابعة نقاط بحث معينة تعتمد على أساس تلك الفرضية. يشمل بعض الأكاديميين والعلماء المحترفين الذين دعموا فرضية القرد المائي كلًا من مايكل كروفورد، أستاذ ومدير معهد كيمياء الدماغ والتغذية البشرية في كلية لندن الإمبراطورية، وباحثه السابق لما بعد الدكتوراه، ستيفن كونان، أستاذ الطب في جامعة شيربروك، وإريكا شاغاتاي، أستاذة في علم وظائف الأعضاء البيئي في جامعة ميد سويدن، وكاثلين إم. ستيوارت، رئيسة قسم علم أحياء الحفريات في المتحف الكندي للطبيعة، وتوم برينا، أستاذة في طب الأطفال والكيمياء في جامعة تكساس.

### الخوض وثنائيات الحركة
أجرى مؤيد فرضية القرد المائي ألغيس كوليوكاس تجارب لقياس الطاقة المقارنة المستخدمة عند غياب حركة المشي المستقيمة مع وضعية الوقوف كاملة الاستقامة. تتضاءل صعوبة المشي بشكل مستقيم مع ثني الركبتين على الأرض تدريجيًا مع زيادة عمق المياه، ويبقى هذا الأمر قابلًا للتطبيق في المياه التي يصل ارتفاعها حتى الفخذ.
شكك هنري جي في نقده لفرضية القرد المائي بوجود أي صلة بين ثنائية الحركة والنظام الغذائي. كتب جي أن البشر الأوائل استمروا بصفتهم ثنائيات حركة لمدة خمسة ملايين سنة، ولكن «ولع أسلافنا بالمأكولات البحرية» ظهر قبل 200,000 سنةٍ فقط.

### النظام الغذائي

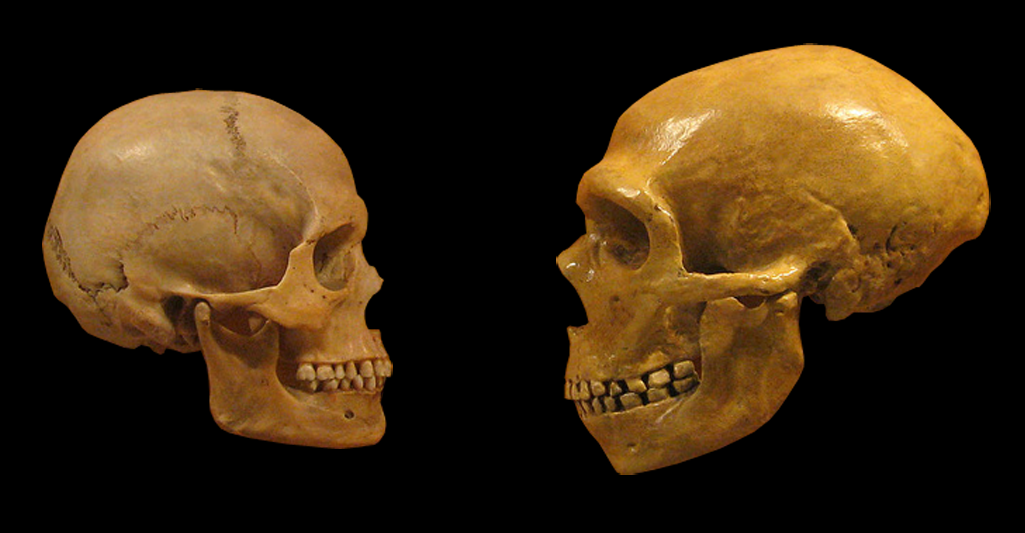
جمجمة نياندرتال (على اليمين) مقارنة بجمجمة إنسان عاقل (على اليسار)

تدعم الأدلة استهلاك الهومو للغذاء المائي في وقت مبكر من العصر البليوسيني، ولكن ما تزال علاقته بتطور الدماغ مثيرة للجدل. علاوة على ذلك، لا يوجد دليل على أن البشر تناولوا الأسماك بكميات كبيرة في وقت سابق منذ عشرات وحتى مئات الآلاف من السنين، ويقول المؤيدون إن تجنب تحيز علم التاريخ الحفري هو المشكلة، إذ تتشكل معظم أحفوريات أشباه البشر في البيئات القابعة بجانب البحيرات، ولا يُعد وجود بقايا الأسماك دليلاً على استهلاكها من قبل البشر. يزعم المؤيدون أيضًا أن السجل الأثري للصيد البشري للأسماك والمستوطنات الساحلية خاطئ أساسًا، بسبب ارتفاع مستوى سطح البحر بعد العصر الهولوسيني.

ادعى كل من مايكل كروفورد وديفيد مارش في كتابهم القوة الدافعة: الغذاء والتطور والمستقبل لعام 1989، أن أحماض أوميغا-3 الدهنية كانت ضرورية لتطور الدماغ:
أُجبر فرع من قرود الأسلاف البدائية على ترك الأشجار والتغذية على شاطئ البحر بسبب التنافس. كان البحث عن المحار وبلح البحر وسرطان البحر وجراد المياه العذبة، سيجبرهم على قضاء الكثير من وقتهم في الماء، بل وكان من الممكن أن تكون وضعية الوقفة كاملة الاستقامة هي الوضعية الطبيعية.
رأى كروفورد ومارش أن حجم الدماغ لدى الثدييات المائية مشابه لحجمه لدى الإنسان، وأن الرئيسيات وآكلات اللحوم الأخرى فقدت قدرة الدماغ النسبية. نشر كونان وستيوارت وكرافورد وزملاؤه أعمالًا تناقش العلاقة بين النظام الغذائي المائي وتطور الدماغ البشري في «سيناريو النظام الغذائي القائم على الشاطئ»، مُعترفين بأطروحة هاردي/ مورغان أساسًا لعملهم، والذي وصفوا فيه المشاكل الصحية في المجتمعات غير الساحلية بمثابة دليل، مثل متلازمة نقص اليود الخلقي في جبال الألب وتضخم الغدة الدرقية في أجزاء من أفريقيا بسبب نقص اليود المستمد من الملح، وذكروا أن الموائل الداخلية لا يمكنها تلبية متطلبات البشر من اليود بشكل طبيعي.
انتقد علماء الأحياء كارولين بوند وديك كولبي بشدة، قائلين إن هذا العمل لم يقدم «أي معلومات جديدة جوهرية قد تهم علماء الأحياء» وأن أسلوب العمل كان «تخمينيًا ونظريًا وفي العديد من الأماكن غير دقيق لدرجة التضليل». انتقد عالم الأحياء القديمة البريطاني هنري جي، الذي لاحظ كيف يمكن لنظام غذائي من المأكولات البحرية أن يساعد في نمو دماغ الإنسان، فرضية القرد المائي، لأن استنتاج السلوك المائي من دهون الجسم وأنماط فقدان الشعر هو قفزة غير مبررة.